# Asteia concinna
Asteia concinna är en tvåvingeart som beskrevs av Johann Wilhelm Meigen 1830. Asteia concinna ingår i släktet Asteia och familjen smalvingeflugor. Arten är reproducerande i Sverige. Inga underarter finns listade i Catalogue of Life.